# Hauptkirche (Wiesbaden-Biebrich)

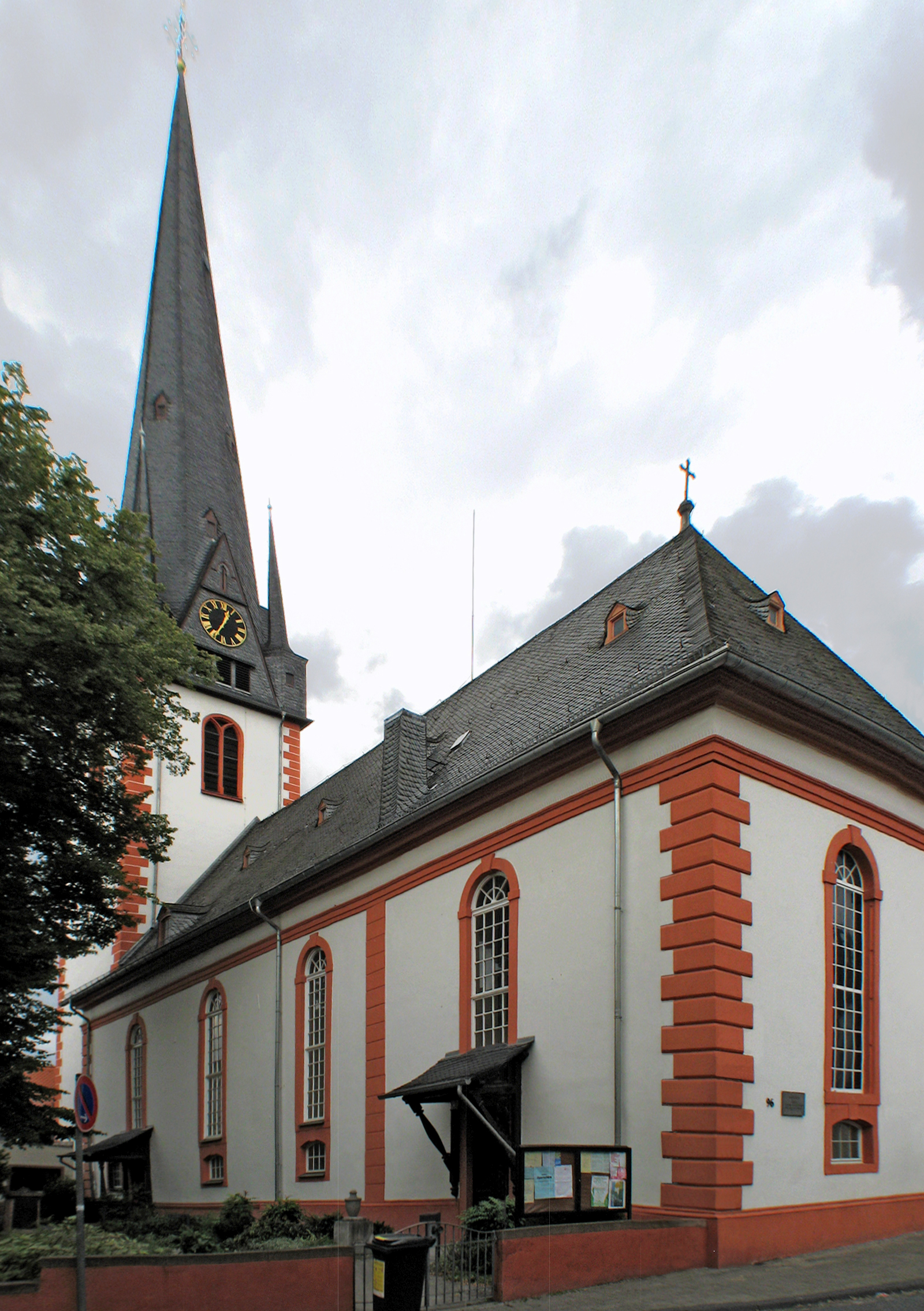
Hauptkirche Wiesbaden-Biebrich

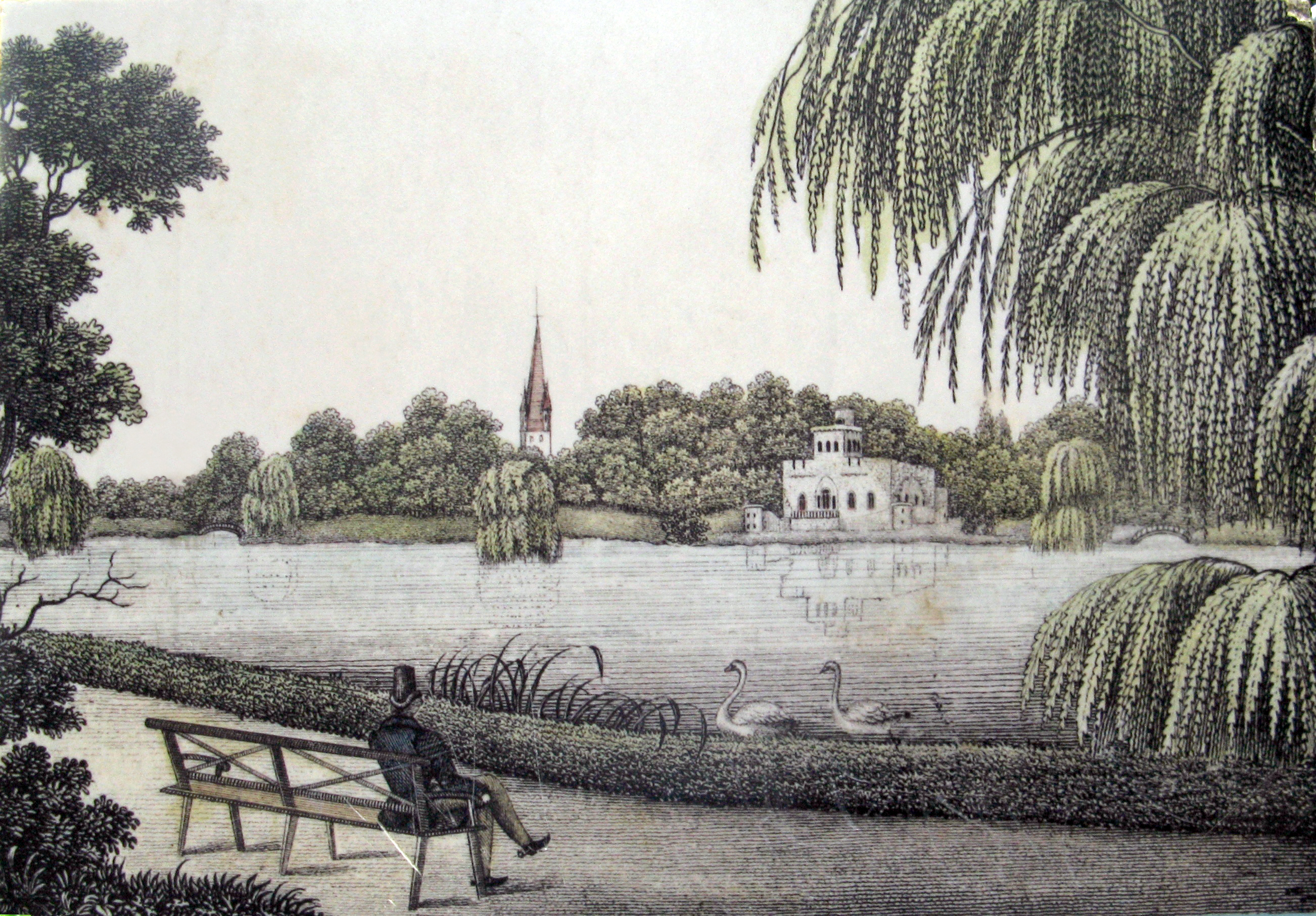
Stich des Kirchturms und der Mosburg um 1880

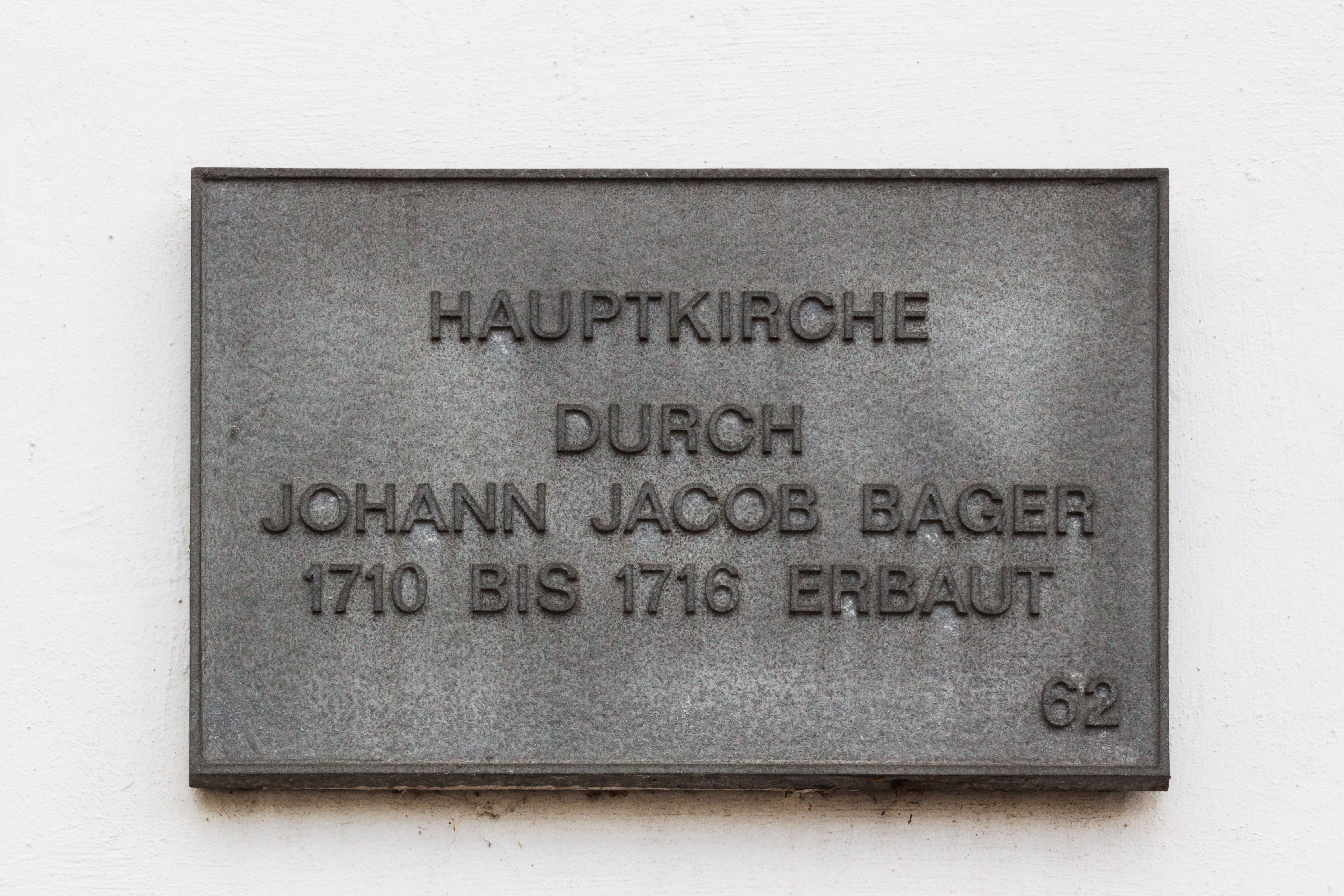
Gedenktafel

Die Hauptkirche ist die älteste der fünf evangelischen Kirchen im Wiesbadener Stadtteil Biebrich und Predigtort der ev. Hoffnungsgemeinde Wiesbaden-Biebrich. Sie liegt am Nordende des Biebricher Schlossparks im Ortskern des ehemaligen Dorfes Mosbach.

## Geschichte
Die Hauptkirche wurde 1085 erstmals urkundlich erwähnt. Bis zur Reformation gehörte sie als katholische Kirche zum Erzbistum Mainz sowie zeitweise zu verschiedenen Klöstern, zuletzt zum Kloster Eberbach im Rheingau. 1543 wurde durch das damalige nassauische Herrscherhaus das lutherische Bekenntnis eingeführt. Im Jahr 1560 wurden in der Hauptkirche erstmals evangelische Gottesdienste abgehalten.
Während des Dreißigjährigen Krieges wurde die Kirche so stark beschädigt, dass es nötig wurde, sie abzureißen und neu zu errichten. Der 1716 eingeweihte, durch Johann Jakob Bager errichtete neue Kirchenbau diente als Hofkirche für die Fürsten von Nassau, die seit Anfang des 18. Jahrhunderts in Schloss Biebrich ihre Sommerresidenz, zeitweise sogar ihre Hauptresidenz hatten. 1882 wurde die Kirche vollständig renoviert, mit drei neuen Glocken und einer neuen Orgel versehen.
Die beiden Weltkriege überstand die Hauptkirche nahezu unbeschädigt.

## Orgel

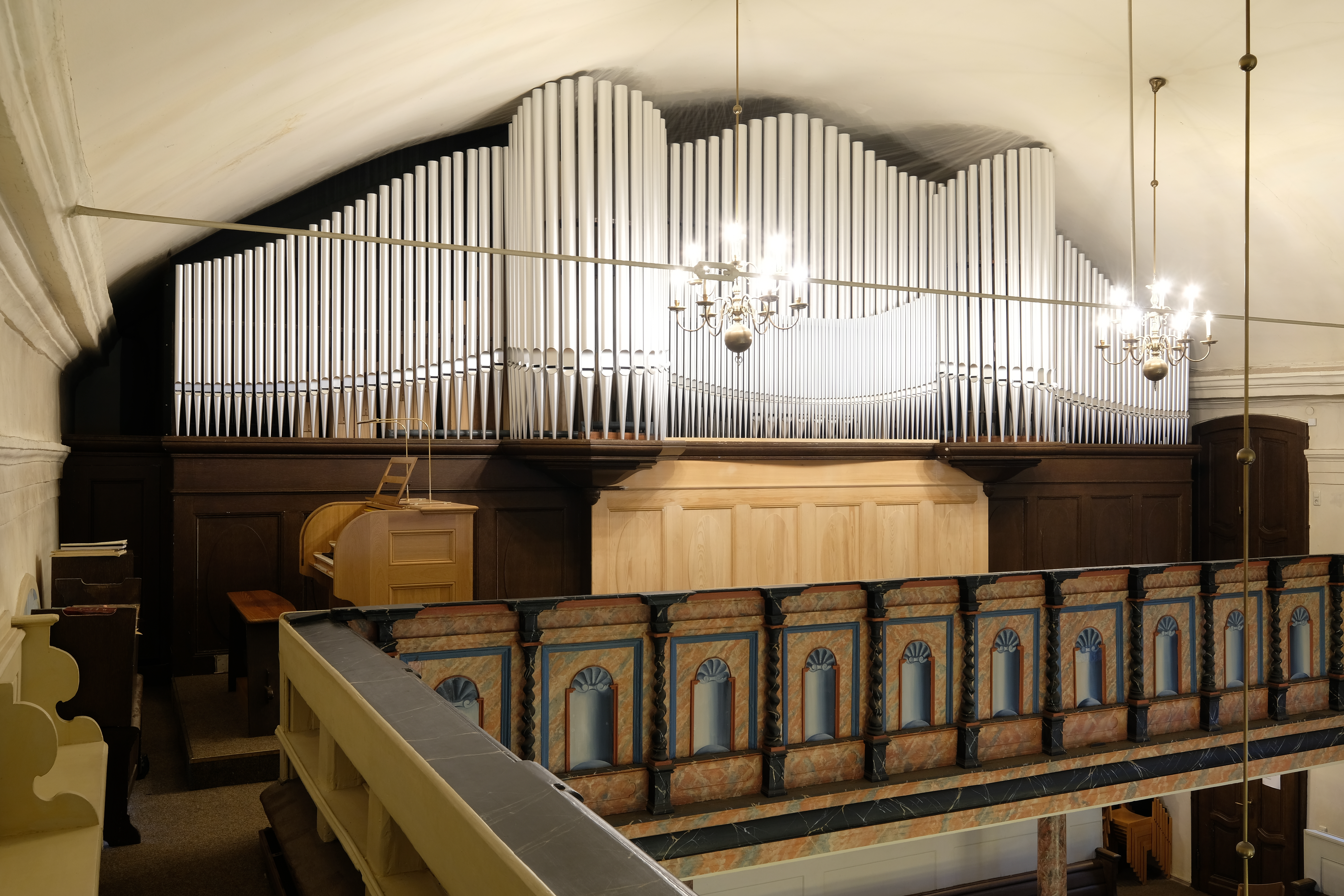
Orgel

Die Orgel geht in den ältesten Teilen auf 1882 (Ratzmann) und 1907 (Walcker) zurück. Der Umbau von 1956/1957 hinter dem mit Freipfeifenprospekt von 1907 durch die Firma Kemper kam einem Neubau gleich. Eine Restaurierung und Sanierung durch Orgelbau Hardt, die sich am Zustand von 1907 orientierte, fand in den Jahren 2017–2022 statt. Die Kegelladen im I. und II. Manual und Pedal sind von 1882, wobei das I. Manual im Verschnitt des II. Manuals rekonstruiert wurde. Das III. Manual hat Membranladen von 1907. Aus demselben Jahr sind die Register Doublette 2′, Cornett, Klarinette und Posaune erhalten. Das Instrument verfügt über 33 Register auf drei Manualen und Pedal.

### Geschichte
Schon vor dem Neubau des Kirchenschiffs in den Jahren 1710 bis 1716 besaß die Hauptkirche Biebrich eine Orgel. Kurz nach Abschluss der Arbeiten an der Kirche selbst wurde Johann Friedrich Macrander aus Frankfurt mit dem Bau einer neuen Orgel beauftragt, die Rechnungseinträge datieren aus den Jahren 1718 bis 1720. Bei Arbeiten des Wiesbadener Orgelbauers Johann Andreas Mahr wird das 1767 das Register „Posaune“ erwähnt. 1772 schreibt er, dass er eine „Verstärkung“ vorgenommen hat, die wegen der großen Gemeinde erforderlich war.
1882 wurde von den Gebrüdern Ratzmann aus Gelnhausen eine neue Orgel geliefert, die sich durch die Neubauten in Mittelheim und Lorch für das nahegelegene Biebrich empfohlen hatten. Das Instrument ging schließlich 1907 in einem großangelegten Um- bzw. Neubau der Orgelbauwerkstatt Eberhard Friedrich Walcker & Cie aus Ludwigsburg auf. Ihrer Größe entspricht nicht nur die Bauzeit von wenigen Monaten – bestellt wurde die Orgel am 8. Juli 1907, abgeliefert am 6. November 1907 – sondern auch ihr Werkverzeichnis; die Orgel der Hauptkirche trägt die Opuszahl 1409.
Das Jahr 1956/1957 bedeutete einen schweren Einschnitt in der Geschichte der Orgel der Hauptkirche. Bei einem Umbau durch die Lübecker Firma Emanuel Kemper, der einem Neubau gleichkam, wurde die Größe der Orgel von drei Manualwerken und 31 Registern auf zwei Manualwerke und 23 Register reduziert. Die optisch und akustisch prominente Position des ehemaligen I. Manuals wurde aufgegeben, die technischen Einrichtungen entfernt, die Schauseite der Orgel durch Entfernung der Mitte entstellt. Die Änderungen am Pfeifenwerk waren erheblich. Der Großteil wurde in vereinfachten, problematischen Konstruktionen neu geliefert, von 1882 und 1907 bleiben nur noch Restbestände übrig.
1980 wurden die vollkommen unbrauchbaren Zungenregister der Manualwerke durch bewährte Konstruktionen ähnlichen Charakters ersetzt. Die Mitte des Prospektes wurde mit Pfeifen aus einer anderen Orgel besetzt, die die Formsprache der Seiten nicht aufnahmen. 2003 wurden Reparaturarbeiten an der pneumatischen Traktur vorgenommen.
Mit zunehmender Dauer zeigten sich die qualitativen Probleme der Orgel im 1956/1957 hergestellten Zustand. Der Großteil des Pfeifenwerkes war konstruktiv problematisch, die klangliche Ausgestaltung war mangelhaft und korrespondierte nicht mit den Notwendigkeiten des Werkaufbaus. Der 1956/1957 aus verschiedenen Gebrauchtteilen hergestellte Spieltisch war in der Bedienung unbequem. Hinzu kam eine Überholungsbedürftigkeit im technischen Bereich.
Die Wiederentdeckung des romantischen Repertoires und seiner Klangwirkungen, die hohe Qualität der noch von 1907 erhaltenen Teile, die restauratorischen Fähigkeiten im Bereich der pneumatischen Systeme und insbesondere das Vorhandensein der originalen Pläne im Wirtschaftsarchiv Baden-Württemberg führten zur Empfehlung einer Restaurierung der Orgel auf Grundlage des Zustands von 1907. Hier war auch eine besondere Korrespondenz zwischen dem Kirchenraum und seinen akustischen Erfordernissen, den Platzverhältnissen auf der Empore, dem Werkaufbau und der musikalischen Gestaltung gegeben. Für die pneumatische Traktur wurden nun größere Querschnitte und zusätzliche Verstärkerschaltungen vorgesehen. Die Orgelbauwerkstatt Orgelbau Hardt aus Weilmünster-Möttau wurde 2017 mit den Restaurierungsarbeiten beauftragt und schloss 2022 die Arbeiten ab.

### Disposition
| I Manual C–f3  |       |
| Prinzipal      | 16′   |
| Prinzipal      | 8′    |
| Hohlflöte      | 8′    |
| Bourdon        | 8′    |
| Viola di Gamba | 8′    |
| Oktave         | 4′    |
| Mixtur IV      | 2 ⁄3′ |
| Trompete       | 8′    |

| II Manual C–f3   |     |
| Bourdon          | 16′ |
| Prinzipal        | 8′  |
| Lieblich Gedeckt | 8′  |
| Dolce            | 8′  |
| Salizional       | 8′  |
| Fugara           | 4′  |
| Flauto dolce     | 4′  |
| Doublette        | 2′  |
| Cornett IV–V     | 8′  |
| Klarinette       | 8′  |

| III Manual C–f3  |     |
| Lieblich Gedeckt | 16′ |
| Prinzipal        | 8′  |
| Harmonieflöte    | 8′  |
| Echo Bourdon     | 8′  |
| Aeoline          | 8′  |
| Voix céleste     | 8′  |
| Traversflöte     | 4′  |

| Pedal C–d1  |     |
| Violonbass  | 16′ |
| Subbass     | 16′ |
| Gedecktbass | 16′ |
| Oktavbass   | 8′  |
| Cello       | 8′  |
| Flötenbass  | 8′  |
| Oktavbass   | 4′  |
| Posaune     | 16′ |

- Koppeln:
  - Normalkoppeln
  - Suboctavcoppel III/II, Superoctavcoppel in III (alle durchkoppelnd), Generalkoppel als Druckknopf
- Spielhilfen: vier feste Kombinationen (P, MF, FF, Tutti), drei freie Kombinationen und Auslöser Zungenregister „ab“, Handregister „ab“, Crescendo „ab“, Crescendo als Walze in Klaviaturbreite mit Anzeige, Jalousieschweller, automatisches Pianopedal für II. und III. Manual pneumatische Traktur